# Charles Cordier
Charles Henri Joseph Cordier (ur. 19 października 1827 w Cambrai, zm. 30 maja 1905 w Algierze) – francuski rzeźbiarz.

## Lata nauki
Był synem aptekarza. W l. 1842–1843 uczył się rysunku w szkole artystycznej w rodzinnym Cambrai, gdzie zdobył kilkanaście nagród za swoje osiągnięcia. Następnie podjął naukę sztuki rzeźbiarskiej w pracowni Louisa Victora Bougrona. W 1846 wstąpił do paryskiej Szkoły Sztuk Pięknych, ale nieusatysfakcjonowany przeniósł się do Ecole Speciale de Dessin et de Mathematiques (Specjalna Szkoła Rysunku i Matematyki), zwaną Petit Ecole (obecnie Ecole Superieure des Arts Decoratifs, pol. Wyższa Szkoła Sztuk Dekoracyjnych), gdzie uczył się pod kierunkiem François Rude'a.

## Pierwszy duży sukces
Pracując w pracowni rzeźbiarskiej Rude'a poznał Seida Enkessa, dawnego niewolnika pochodzącego z Sudanu, pracującego tam w charakterze modela, który posłużył Cordierowi jako wzór do jego pierwszej pracy. Było to, wystawione na Salonie Paryskim w 1848, gipsowe popiersie zatytułowane Said Abdallah z plemienia Mayac, Królestwo Darfur. Praca ta, będąca wyrazem zainteresowania artysty Orientem, spotkała się z bardzo dobrym przyjęciem środowiska artystycznego i publiczności, co skłoniło rząd francuski do zamówienia brązowej wersji dzieła.

## Rok 1851
Rok 1851 przyniósł Cordierowi wiele ważnych wydarzeń:
- otrzymał pierwsze zamówienie rządowe; było to popiersie kardynała Girauda, arcybiskupa Cambrai,
- został etatowym rzeźbiarzem etnograficznym w Muzeum Historii Naturalnej w Paryżu, które to stanowisko zajmował przez 15 lat,
- wziął udział w Wielkiej Wystawie w londyńskim Pałacu Kryształowym (Crystal Palace), przedstawiając swoje dzieła – brązowe popiersia Said Abdallah i Afrykańska Wenus; dzieła te zostają zakupione później przez królową Wiktorię jako prezent dla księcia Alberta,
- poślubił Felicję Berchère, siostrzenicę znanego zoologa i dyrektora (w l. 1852–1853) paryskiego Muzeum Historii Naturalnej Constanta Dumérila, z którą dochował się pięciorga dzieci.

## Podróże zagraniczne
Pracując dla Muzeum Historii Naturalnej odbył kilka, sponsorowanych przez rząd, misji zagranicznych – w 1856 do Algierii, w l. 1858–1859 w Grecji i w 1865 oraz w 1868 do Egiptu, co pozwoliło mu poznać przedstawicieli różnych grup etnicznych i typów fizjonomii. Efektem pierwszej podróży do Algierii było wykonanie 18 popiersi (z czego 12 jest efektem studiów nad ludami Algierii) na Salonie Paryskim w 1857. Wtedy to po raz pierwszy Cordier wykorzystał kombinację materiałów: marmuru, onyksu i brązu. W tworzenia swoich prac używał onyksu z Algierii oraz czerwonego i malowanego ochrą marmuru z kamieniołomów greckich. Dziesięć z przedstawionych prac zakupiło państwo francuskie. W tym roku, współpracując z fotografikiem Charles'em Marville’em, opublikował album zawierający 19 fotografii swoich rzeźb. W 1858 podjął wyprawę do Grecji przez Italię (Rzym, Neapol, Cyklady do Aten). Celem tej podróży było odwiedzenie kamieniołomów marmuru i wykonanie popiersi przedstawicieli różnych grup etnicznych, zamieszkujących Grecję. Podróż trwała 8 miesięcy.

## U szczytu powodzenia
W 1860 Cordier otworzył Galerię Etnograficzną i Antropologiczną w Pałacu Przemysłu (Palais de l’Industrie) w Paryżu. W tym samym roku został uhonorowany przez cesarza Napoleona III Orderem Legii Honorowej V klasy, który jednocześnie zakupił dwa popiersia z brązu i onyksu: Murzyn z Sudanu i Arab z El Aghouat. W 1861 Cordier wziął udział w Wystawie Antropologicznej w Londynie połączonej z publiczną sprzedażą swoich dzieł. W 1862 został członkiem Towarzystwa Antropologicznego w Paryżu i podarował towarzystwu 3 popiersia wykonane przez siebie: Chińczyk, Murzyn z Sudanu i Arab z El Aghouat w burnusie. W 1867 zamieszkał na przedmieściach Paryża w Orsay w domu w stylu arabskim, zaprojektowanym dla niego przez architekta Jacques’a Dreveta.

## Dekorator
Cordier zatrudniany był również przy rekonstrukcji pomników i budowie nowych obiektów publicznych w Paryżu wznoszonych przez Napoleona III, dostarczając rzeźb dla Wieży Świętego Jacka, Luwru i Opery. Przykładem jego prac dekoracyjnych są rzeźby kariatyd i atlantów z brązu i onyksu, wykonane w 1862 dla zamku Rothschilda w Ferrières. Cordier wykonywał również rzeźbione popiersia osób zasłużonych w historii – jest autorem brązowego pomnika Ibrahima Paszy na koniu, stojącego na placu Opery w Kairze, na zlecenie kedywa Ismaila, syna Ibrahima Paszy, oraz pomnika Krzysztofa Kolumba, wykonanego z marmuru i brązu, stojącego na Paseo de la Reforma w mieście Meksyk.

## W Nicei
W l. 1877–1890 pracował w Nicei, gdzie posiadał dom, zakupiony jeszcze w 1870. Utrzymywał jednak stały kontakt ze środowiskiem paryskim i brał udział w Wystawach Światowych i Salonach Paryskich. Jednocześnie był obecny w życiu artystycznych i międzynarodowych, bogatych sfer Nicei i Lazurowego Wybrzeża. W tym okresie był twórcą statuy Olivier Patu dla paryskiej nowej hali miejskiej i Piety, ustawionej na frontonie katedry w Monako. W 1879 pracował wraz z Augustem Rodinem w Nicei nad balkonem Willi Neptuna. Do 1890 prowadził dużą pracownię rzeźbiarską, lecz z powodów rodzinnych (rozwód z żoną) i finansowych musiał ją opuścić.

## W Algierze
Również w 1890 przeniósł się do Algieru, gdzie nadal rzeźbił i skąd wysyłał swoje prace, głównie wcześniejsze, na wystawy do Paryża i Monako. W 1897 został pierwszym prezydentem Stowarzyszenia Artystów Algierskich, z funkcji tej zrezygnował jednak już po roku. Zmarł praktycznie zapomniany. Został pochowany na Cmentarzu Montmartre w Paryżu.
Po śmierci Cordiera w jego domu odnaleziono album fotograficzny zawierający precyzyjny rejestr licznych zaginionych prac artysty.

## Podsumowanie
W swojej twórczości Cordier był w stanie łączyć wiedzę akademicką ze swoją pasją do egzotycznych dla ówczesnego Europejczyka rzeczy i ludzi. Jego zainteresowanie Orientem wiązało się jednocześnie z głębokim przeświadczeniem o niesprawiedliwości niewolnictwa i potrzebie równości wszystkich ras. Włożył duży wkład w dziewiętnastowieczną odnowę rzeźbiarstwa polichromowanego. Jak sam siebie określał, uważał się za rzeźbiarza etnograficznego i dekoracyjnego. Odbiorcą jego dzieł było zarówno państwo francuskie, jak i bogata klientela prywatna, w tym cesarz Napoleon III, cesarzowa Eugenia, królowa Wiktoria i baron James de Rothschild.
Jego syn Henri i wnuk Jules również zostali rzeźbiarzami.

## Najsłynniejsze prace
- Said Abdallah z plemienia Mayac, Królestwo Darfur (fr. Saïd Abdallah, de la tribu de Mayac, Royaume de Darfour), 1848,
- Afrykańska kobieta (dzieło znane bardziej jako Afrykańska Wenus, fr. Vénus Africaine – określenie nadane po raz pierwszy przez krytyka Teofila Gautiera), 1851,
- Murzyn z Sudanu (fr. Negre du Sudan; dzieło znane także jako Sudańczyk w algierskim kostiumie), 1857,
- Chińska para, 1858,
- Amphitrite, 1859,
- Arab z El Aghouat w burnusie (fr. Arabe d'El Aghouat en bournus), 1860,
- Murzynka z kolonii (fr. Capresse des colonies), 1861,
- Egipcjanka, 1862,
- Żydowska kobieta z Algieru, 1862,
- pomnika Ibrahima Paszy na koniu, 1868-72,
- pomnik Krzysztofa Kolumba, 1872-75.

## Galeria dzieł

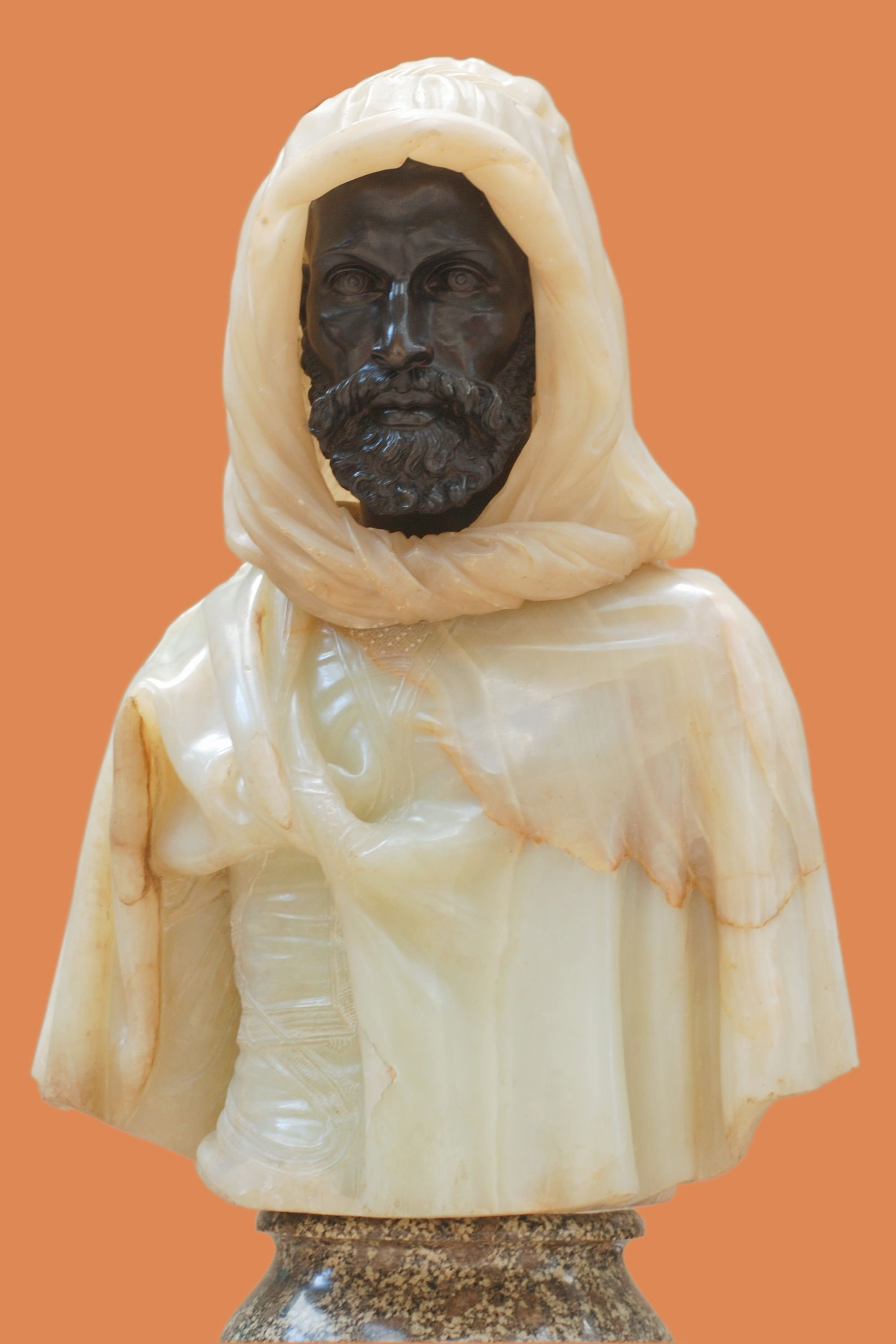
Arab z El Aghouat w burnusie, 1860, Musée d’Orsay
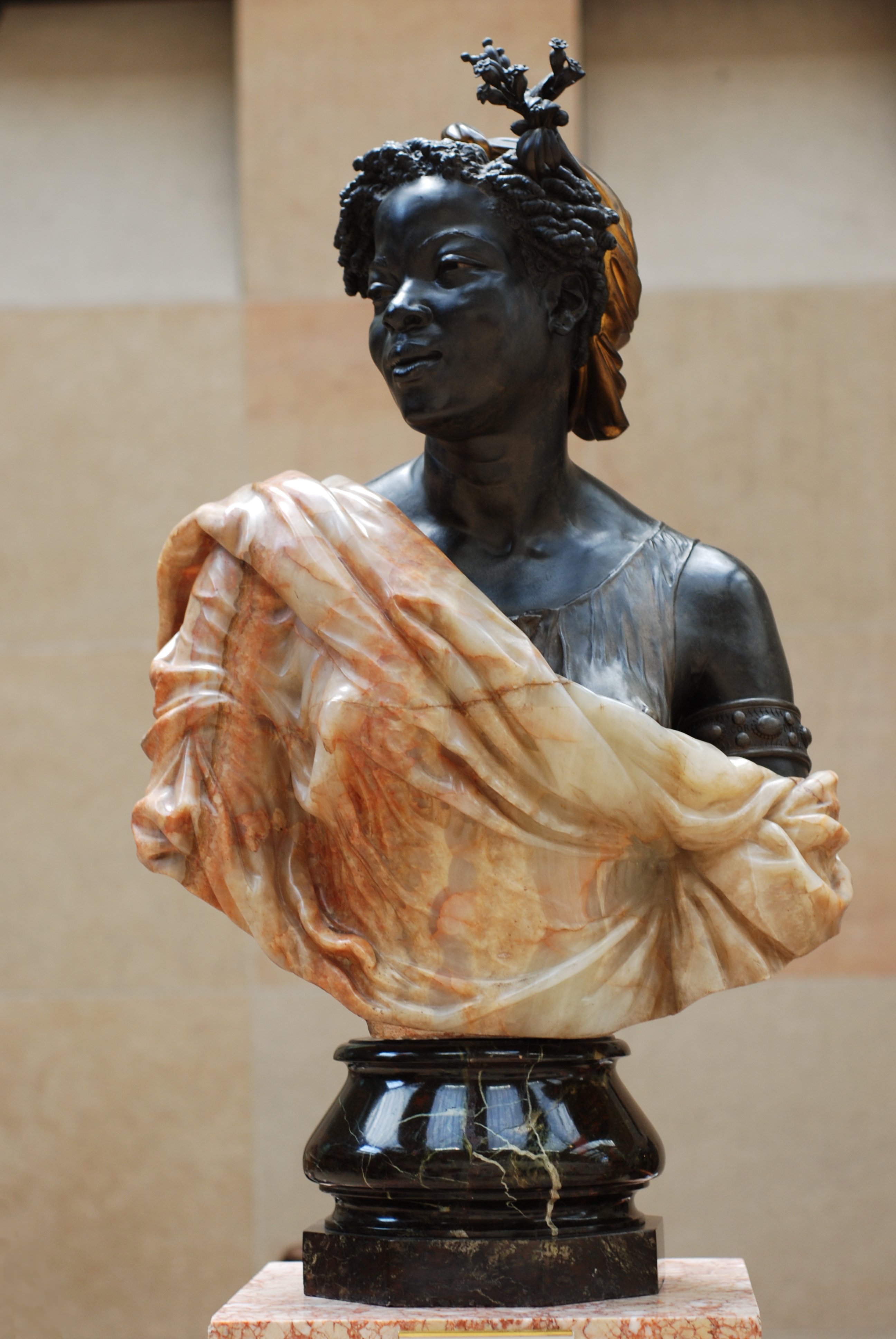
Murzynka z kolonii, 1861, Musée d’Orsay
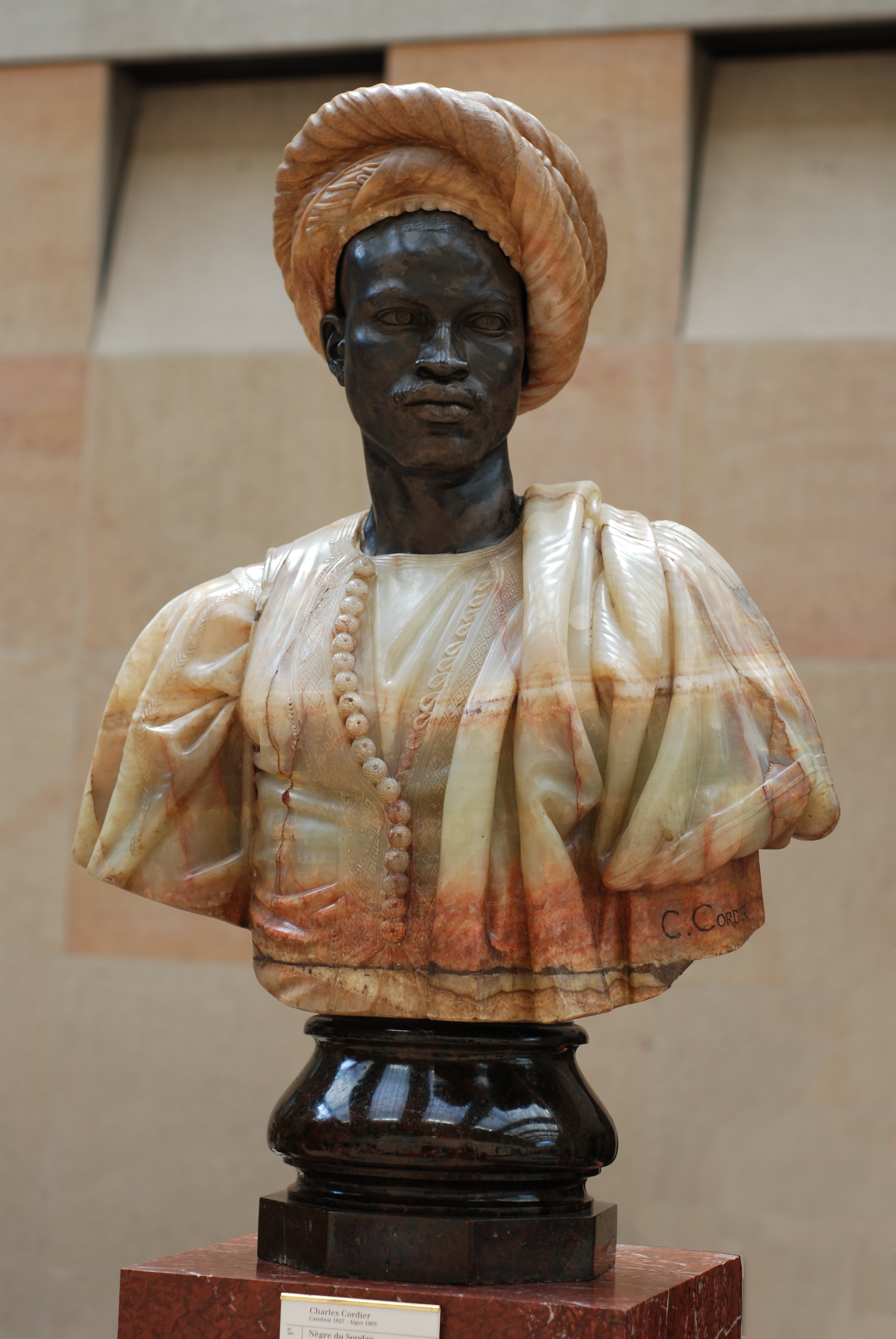
Murzyn z Sudanu, 1857, Musée d’Orsay
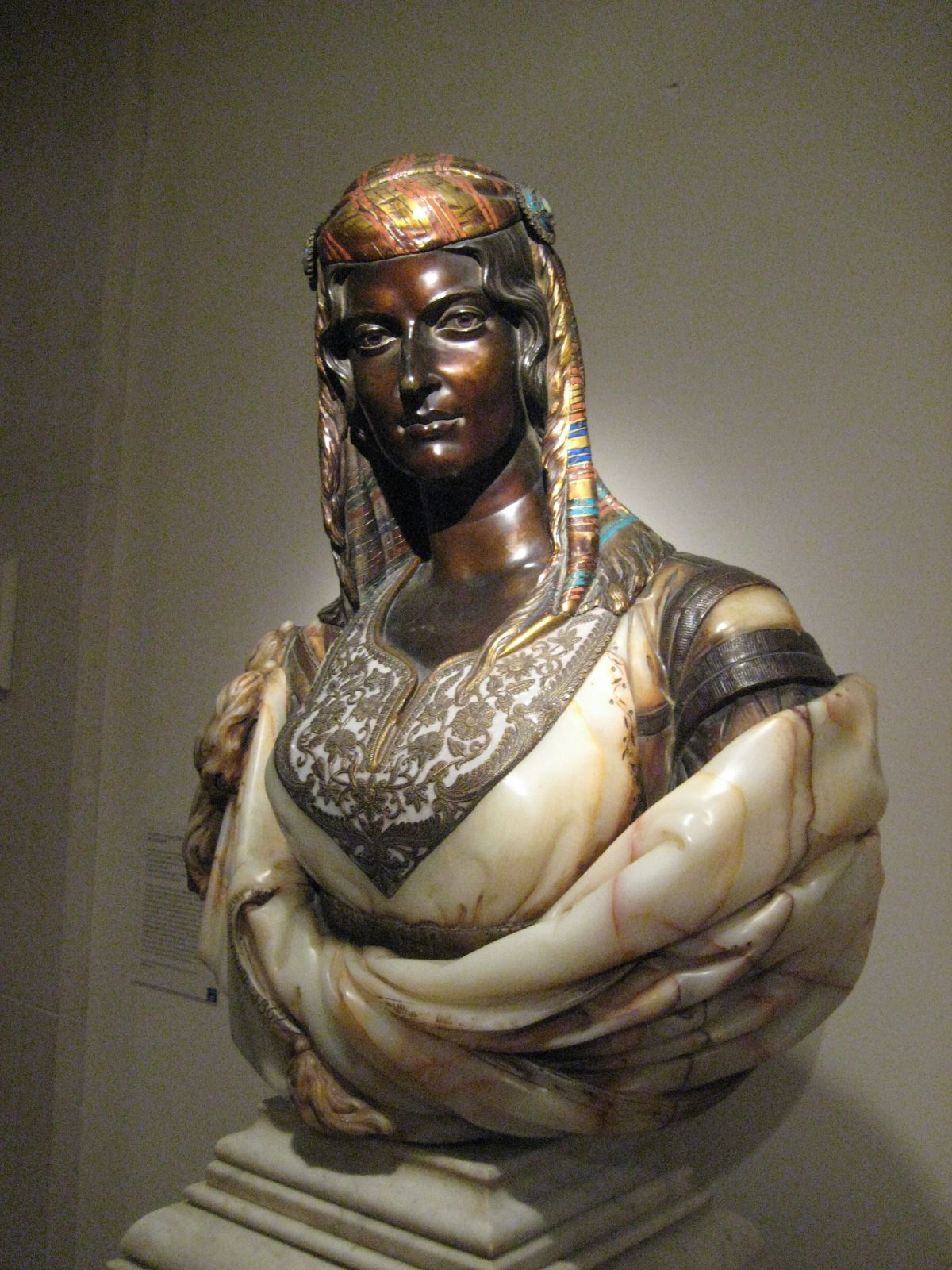
Żydowska kobieta z Algieru, Metropolitan Museum of Art

### Publikacje
- Durand-Revillon Janine, Charles Cordier w: Praca zbiorowa, The Grove dictionary of art. From Monet to Cézanne. Late 19th-century French Artists, St Martin Press, New York 2000, s. 101-102, ISBN 0-312-22971-2(ang.).
- Lababibi Lesley, Cairo's Street Stories: Exploring the City's Statues, Squeres, Bridges, Gardens, and Sidewalk Cafes, The American University of Cairo Press, 2008, s. 58, ISBN 978-977-416-153-7.
- Pouillon François (éd.), Dictionnaire des orientalistes de langue française, Karthala, 2008, s. 239, ISBN 978-2-84586-802-1 (fr.).
- Charles Cordier (1827-1905) A Chronology. Danesh Museum of Art. (plik .pdf) – Kalendarium życia artysty opracowane na podstawie Facing the Others: Charles Cordier, Ethnographic Sculptor Laury de Margerie, opracowania na potrzeby wystawy prac Cordiera w Danesh Museum of Art w Nowym Yorku w 2004 (ang.).
- European painting and sculpture, ca. 1770 – 1937 – katalog wystawy (praca zbiorowa) w Muzeum Sztuki na Rhode Island w Nowym Yorku, str. 174 (ang.).

### Strony WWW
- Lovegood Luna, Exhibition of Work cy Charles Cordier, ArtsNews, 13 Oct 2004  [dostęp 28-09-2009] (ang.).
- Charles Cordier. Biographie  [dostęp 28-09-2009] (fr.).
- The Dahesh Museum of Art. Browse collection  [dostęp 29.09.2009] (ang.).